# Microphis spinachioides
Microphis spinachioides é uma espécie de peixe da família Syngnathidae.
É endémica da Papua-Nova Guiné.